# بين ميلرز
نادي بين ميلرز (بالإنجليزية: Ben Millers)‏ نادي كرة قدم أمريكي . تم تأسيس النادي في سنة 1913 ثم تم حل النادي في سنة 1935 .